# Macronus
Macronus é um género de ave da família Timaliidae.

## Espécies
Este género contém as seguintes espécies:
- Macronus striaticeps
- Macronus ptilosus